# Adrafinil
Adrafinil – organiczny związek chemiczny będący prolekiem, który w wątrobie metabolizowany jest do biologicznie aktywnego modafinilu o wyraźnym działaniu podtrzymującym stan czuwania i redukującym uczucie senności (co pozwala zaliczyć go do tzw. nootropów, lub ściślej do eugeroików) oraz stosunkowo łagodnym działaniu stymulującym, a także o pewnym niewielkim potencjale przeciwdepresyjnym. Adrafinil był stosowany w leczeniu narkolepsji oraz jako środek pobudzający. Przyjmuje się, że efekty kliniczne jego stosowania wynikają z właściwości agonistycznych wobec receptorów α1-adrenergicznych. Przypuszcza się także, że nasila on uwalnianie neuroprzekaźników glutaminianu i kwasu γ-aminomasłowego. Do działań niepożądanych adrafinilu należą zaburzenia ruchowe o typie dyskinez okolicy głowy i twarzy. Ponadto adrafinil zalicza się do substancji mogących powodować uzależnienie.